# Kultur- und Informationszentrum
Ein Kultur- und Informationszentrum (KIZ) (oft genannt: Haus der Freundschaft der DDR) war für die Deutsche Demokratische Republik ein Mittel der Außenpolitik, um durch kulturelle und Bildungsarbeit die Position der DDR international stärken und Verbündete zu finden. Sie unterstanden erst der Gesellschaft für kulturelle Verbindungen mit dem Ausland, die ab 1961 in der Liga für Völkerfreundschaft (LfV) aufging. Die KIZ sind mit den Goethe-Instituten der Bundesrepublik (seit 1952) vergleichbar.

## Sozialistische Staaten

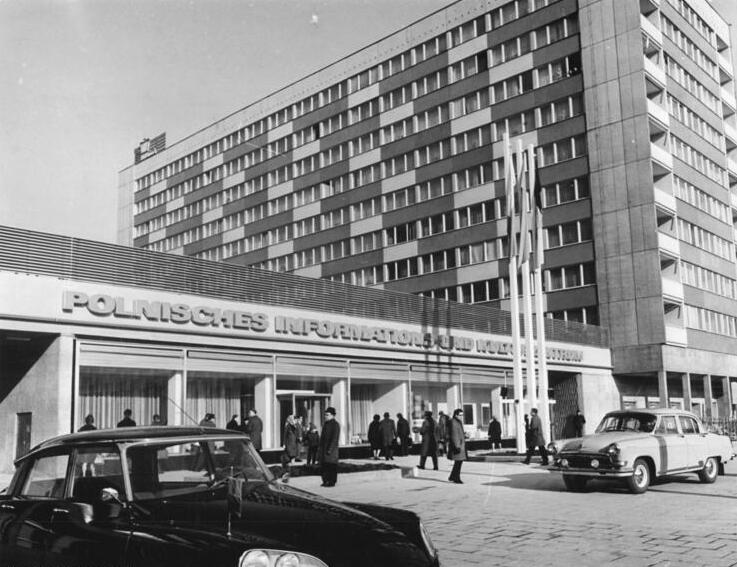
Polnisches Informations- und Kulturzentrum in Leipzig (1969)

Die ersten KIZ in den 1950er Jahren sollten der Schwächung des Ostblocks entgegentreten. Das erste wurde 1956 in Prag eröffnet, ein Jahr später das zweite in Warschau, in Ungarn und Bulgarien, bereits 1963 an der Schwarzmeerküste. Man wies auf den Bruch mit dem Faschismus in der DDR hin, um Bonn anklagen zu können. Andere Kontakte zur Bevölkerung gab es kaum. Ein Mittel waren stets größere „Komplexaktionen“ zu bedeutenden Jahrestagen. Im tschechoslowakischen Fernsehen wurde über die Arbeit des KIZ berichtet. In den KIZ wurden Quizveranstaltungen, Aufsatz- und Wissenswettbewerbe, gemeinsame Auftritte von Künstlern beider Länder sowie eine DEFA-Filmwoche angeboten.
Umgekehrt wurden auch KIZ dieser Länder in der DDR eröffnet, von Polen 1969 in Leipzig. Der damalige Text zum Foto lautete: 
„Über ein attraktives Informations- und Kulturzentrum verfügt die befreundete Volksrepublik Polen in Leipzig. Dieses Haus der polnischen Kultur, das am 5.2.69 der Öffentlichkeit übergeben wurde, wird vor allem zur Messezeit Besucher und Gäste anziehen.“

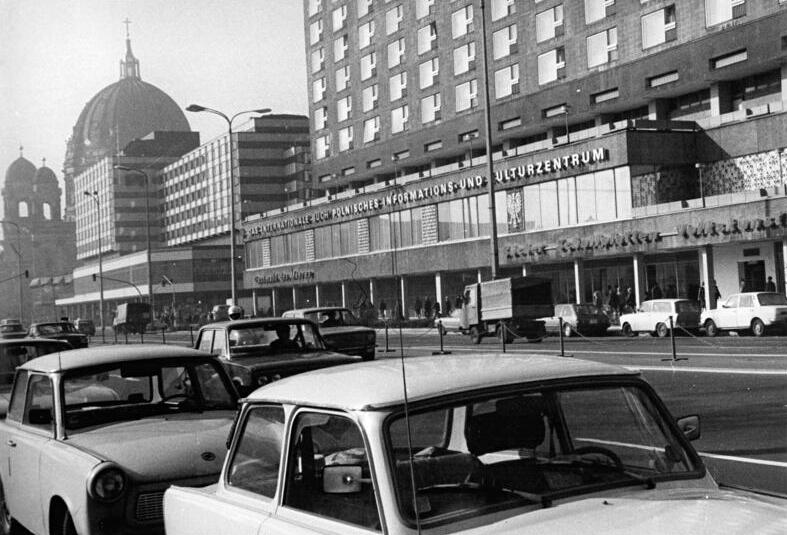
Polnisches Kultur- und Informationszentrum in Ost-Berlin (1982)

Nach 1980 wurde es ungewollt zum Transporteur der Ideen von Solidarność. Das Haus der tschechoslowakischen Kultur befand sich erst am Bahnhof Friedrichstraße, bevor es 1979 in die neu erbaute Botschaft der CSSR in Ost-Berlin umzog. Im Jahr 1968 trat dort Wolf Biermann auf und eine mit dem Prager Frühling sympathisierende deutschsprachige Zeitung war erhältlich. Das Kultur- und Informationszentrum der ČSSR befand sich in der Leipziger Straße 60 (später Ort der Galerie von Julia Stoschek). Ebenso war Bulgarien seit 1962 (bis heute) in Berlin vertreten; Ungarns Kulturzentrum hatte in der Karl-Liebknecht-Straße 9 seit 1973 ein neues Haus, wo auch ein Reisebüro für Ungarn seinen Sitz hatte. Ein Haus der Sowjetischen Wissenschaft und Kultur folgte erst 1984.
Die Kafka-Konferenz 1963 in Liblice versetzte die kulturpolitischen Funktionäre der DDR in Unruhe, ob die Ächtung dieses Autors bestehen bleiben könne. Mit dem Truppeneinmarsch in Prag zur Niederschlagung des Prager Frühlings 1968 traf das dortige KIZ auf den offenen Missmut im Umfeld, die Partner zeigten keinen marxistisch-leninistischen Standpunkt mehr, so meldete der stellvertretende Leiter. Doch ein Jahr später wurden die KIZ in den sozialistischen Ländern zu den „Hauptinstrumenten der auslandsinformatorischen Arbeit“ gemacht, 1969 ein weiteres in Krakau eröffnet. Im Zuge der westdeutschen Ostpolitik mit Beginn der 1970er Jahre ging es stärker um die propagierte „Friedenspolitik“ der DDR.

## Skandinavien

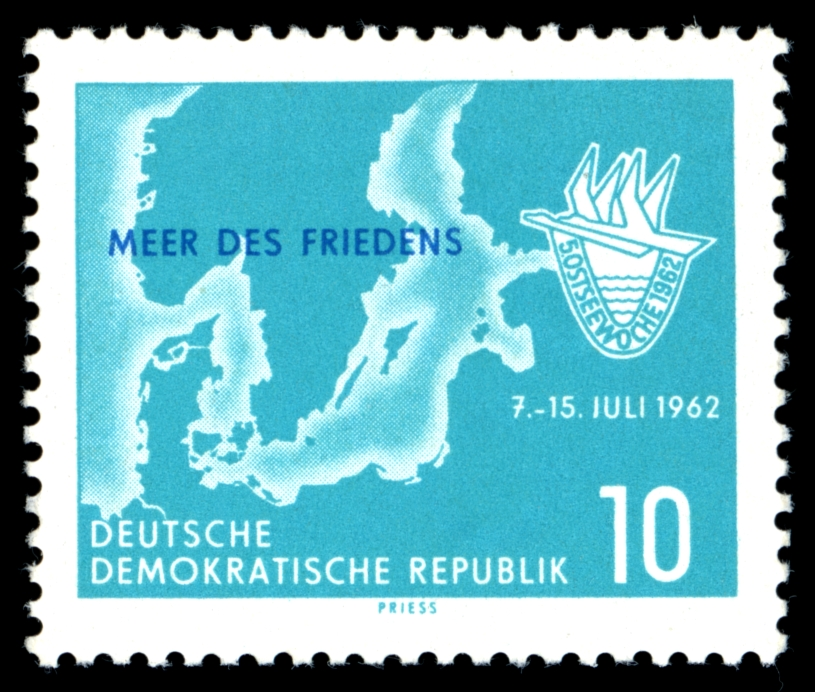
Briefmarke zur Ostseewoche 1962

1960 wurde in Helsinki ein „DDR-Kulturcentrum“ eröffnet, in Stockholm folgte ein KIZ 1967. Beethoven-Konzerte oder Lesungen zu Heinrich Mann wurden mit politischen Vorträgen verbunden. „Es ist zu zeigen, wie das klassische Erbe der deutschen Kultur in der DDR – im Gegensatz zu Westdeutschland – gepflegt wird.“ Die Erfolge galten in Finnland als bescheiden, in Schweden als besser. Anfang der 1970er Jahre trugen die KIZ die Arbeit linker „Anerkennungskomitees“ in den nördlichen Staaten mit der der Losung „Ostsee – Meer des Friedens“. Die Friedenspropaganda galt als bestes Mittel des Werbens um Anerkennung in den kapitalistischen Staaten. Paul Wandel, Vorsitzender der Liga für Völkerfreundschaft, sagte 1967 zur Eröffnung in Stockholm: „Mit der Existenz des DDR-Kulturzentrums in Stockholm soll [die] völkerverbindende, dem Frieden dienende Aufgabe verstärkt fortgesetzt werden. Wir glauben, daß sich darüber hinaus noch andere lohnende Anknüpfungsmöglichkeiten ergeben, die im Sinne des gemeinsamen Wirkens für die Erhaltung eines dauerhaften Friedens im Ostseeraum von Bedeutung sind.“ Eine wichtige Rolle spielte dabei die Freundschaftsgesellschaft Schweden-DDR.

## Afrika und Naher Osten
Im Verhältnis zu den jungen blockfreien Staaten Afrikas und im Nahen Osten setzte die DDR auf die „antiimperialistische Solidarität“ der DDR. Grundsätzlich verfolgte der Ostblock dort eine einheitliche Linie, für den Sozialismus und die Planwirtschaft zu werben, die DDR versuchte obendrein die Aufnahme diplomatischer Beziehungen zu erreichen, was in den 1960er Jahren den Abbruch der Beziehungen mit Bonn nach sich zog. 1965 wurde Walter Ulbricht in Kairo empfangen und im selben Jahr das KIZ in Kairo als Haus der Freundschaft der DDR eröffnet, zwei Jahre darauf eine Zweigstelle in Alexandria. Die Eröffnung des KIZ in Damaskus fand 1966 statt, 1968 folgte Bagdad. Ferner gab es ein KIZ noch in Khartum, in Ghana und in Tansania, erst auf Sansibar, später in Daressalam. Angebote mit Informationen gab es zum Bildungssystem oder zum „Mehrparteiensystem“ der DDR, um gezielt Militärs und andere Führungskräfte der Regierung zu erreichen. Am meisten gelang es auf Sansibar, das die Nähe zur Sowjetunion suchte. Das KIZ schulte Partei-, Gewerkschafts-, Jugend- und Frauenfunktionäre. DEFA-Filme wie „Für das Selbstbestimmungsrecht der Völker“ ergänzten Vorträge und Diskussionen. Die Zielgruppen wurden „aus- und abgerichtet, um in der ersten Phase der Entwicklung in ihren Ländern Masseneinfluß zu gewinnen, Massenorganisationen aufzubauen und in einer zweiten Phase die führende Rolle übernehmen zu können“. Peter Sebald, seit 1961 ehrenamtlicher Delegierter der Deutsch-Afrikanischen Gesellschaft in Tansania und späterer Direktor des dortigen KIZ, beschrieb dies im Rückblick 1993. Der Weg wurde auch über den Deutschunterricht durch ein Lektorat gesucht, der oft der Türöffner in den Staaten war.
Mit dem Sechs-Tage-Krieg 1967 gab es die Chance, die Solidarität der DDR gegenüber den arabischen Staaten über die „Entlarvung“ des angeblichen Neokolonialismus der Bundesrepublik darzustellen. Der Lohn für das „diplomatische Feuerwerk für die arabischen Staaten“ war bereits 1969 erreicht, als zehn arabische und afrikanische Staaten die DDR diplomatisch anerkannten.
Auch nach der Anerkennungswelle 1972/73 bestanden die KIZ fort, um die propagandistische Arbeit zu unterstützen. Das Ministerium für Staatssicherheit missbrauchte etwa in den 1970er und 1980er Jahren das Personal vieler DDR-Kulturzentren als Inoffizielle Mitarbeiter, die „das DDR-Kollektiv im Ausland überwachen oder Informationen über das Gastland sammeln sollten“.

## Frankreich

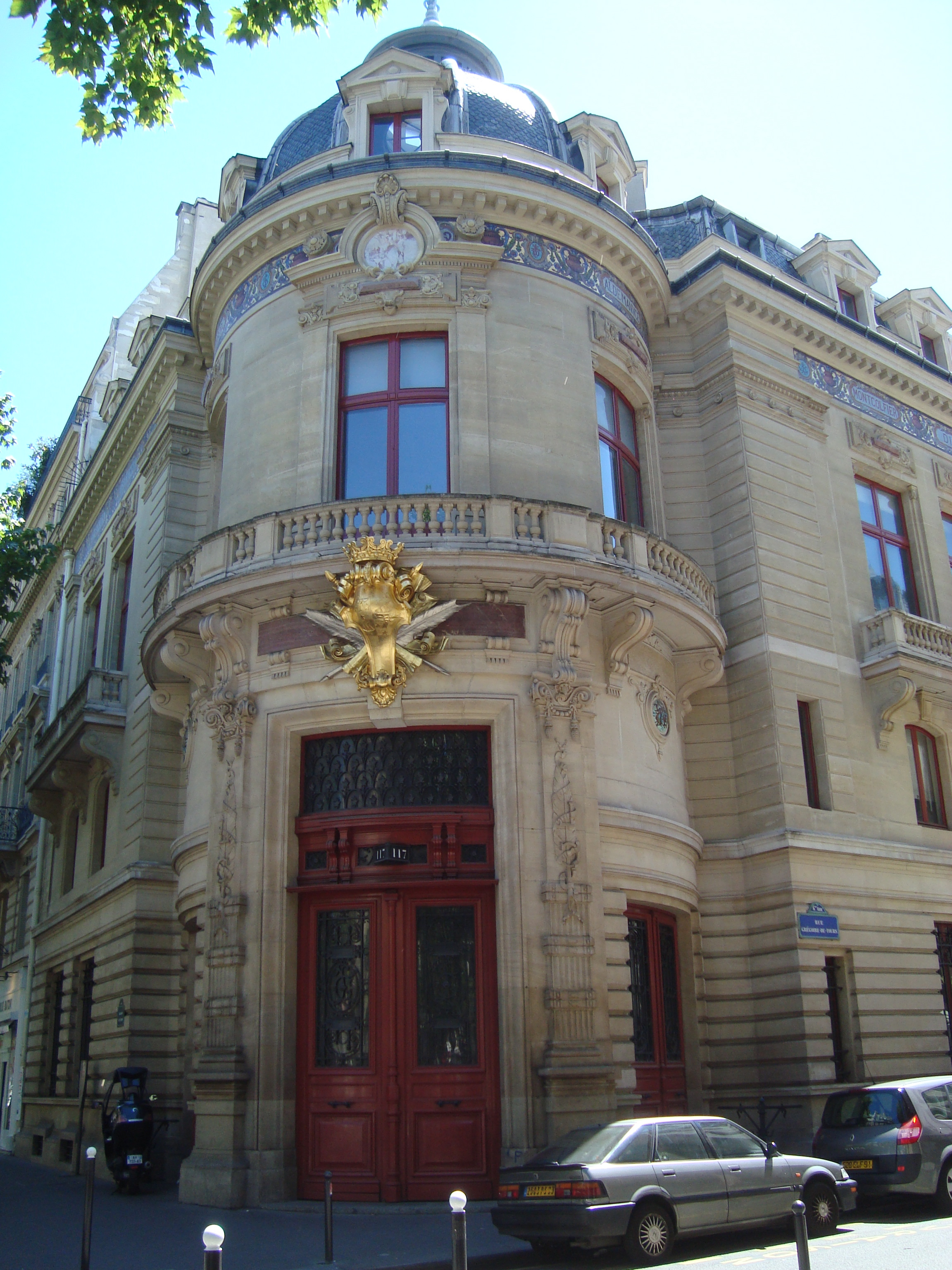
Kulturzentrum der DDR in Paris bis 1990 (Foto: 2010)

In der französischen Hauptstadt gab es seit 1983 das DDR-Kulturzentrum Paris.
Das Französische Kulturzentrum in Berlin, Unter den Linden 37, auch Centre culturel français genannt, wurde am 27. Januar 1984 eröffnet. Es war ein Zugeständnis der DDR an die französischen Forderungen nach dem Kulturabkommen von 1980. Zentrale Aufgaben war die Information über Frankreich und den Westen. Versuche, den freien Zugang zu Zeitungen und Zeitschriften der Bibliothek einzuschränken, scheiterten.

## Einzelbelege
1. ↑  Hermann Wentker: Außenpolitik in engen Grenzen: Die DDR im internationalen System 1949–1989. Veröffentlichungen zur SBZ-/DDR-Forschung im Institut für Zeitgeschichte. Walter de Gruyter, 2012, ISBN 978-3-486-70738-0 (google.de [abgerufen am 27. Juli 2020]).
2. ↑  Josephine Evens: Die Imagepflege der Kultur- und Informationszentren der DDR im Ausland bis zur internationalen Anerkennung 1972/73 | bpb. bpb, 13. April 2015, abgerufen am 27. Juli 2020.
3. ↑  Daniel Logemann: Eine Insel? Das Polnische Informations- und Kulturzentrum in Leipzig (1969–1989) Daniel Logemann. In: Journal of Modern European History. Band 8, Nr. 2, 2010, S. 243–265, doi:10.17104/1611-8944_2010_2_243.
4. ↑  „Bazillus“ Solidarność: Solidarität mit Polen. Abgerufen am 28. Juli 2020.
5. ↑  Stefan Wolle: Die versäumte Revolte: Die DDR und das Jahr 1968 | bpb. Abgerufen am 29. Juli 2020.
6. ↑  Über uns – Bulgarisches Kulturinstitut – Berlin. Abgerufen am 29. Juli 2020 (deutsch).
7. ↑  Berlin: Eingang vom Haus der ungarischen Kultur / IBUSZ Reisebüro in Berlin, der ehemaligen Hauptstadt der DDR, Deutsche Demokratische Republik. Abgerufen am 29. Juli 2020.
8. ↑  Jan Gerber: Klasse und Ethnie. Franz Kafkas Rückkehr nach Prag. In: Arndt Engelhardt, Susanne Zepp (Hrsg.): Sprache, Erkenntnis und Bedeutung. Deutsch in der jüdischen Wissenskultur. Leipzig 2015, ISBN 978-3-86583-830-8, S. 221–243.
9. ↑  Josephine Evens: Die Imagepflege der Kultur- und Informationszentren. In: Heiner Timmermann (Hrsg.): Dem Gedächtnis eine Erinnerung: Der Mauerfall von 1989 und seine Relevanz für kommende Generationen. LIT Verlag Münster, 2016, ISBN 978-3-643-13054-9, S. 207 (google.de [abgerufen am 29. Juli 2020]).
10. ↑  Plan zur Verstärkung der politischen, kulturellen und auslandsinformatorischen Arbeit der DDR in den volksdemokratischen Ländern Europas, Liga für Völkerfreundschaft, Protokoll Nr. 7 der Sitzung des Politbüros beim ZK der SED am 25.2.1964
11. ↑  Olivia Griese: Auswärtige Kulturpolitik und Kalter Krieg: die Konkurrenz von Bundesrepublik und DDR in Finnland 1949-1973. Otto Harrassowitz Verlag, 2006, ISBN 978-3-447-05365-5 (google.de [abgerufen am 28. Juli 2020]).
12. ↑  Rede von Dr. Paul Wandel zur Eröffnung des DDR-Kulturzentrums in Stockholm, zitiert nach Anm. 2
13. ↑  Nils Abraham: Die politische Auslandsarbeit der DDR in Schweden. LIT, Berlin 2007, ISBN 978-3-8258-0268-4, S. 554 (eingeschränkte Vorschau in der Google-Buchsuche).
14. ↑  Sibylle Reime: Die Tätigkeit der DDR in den nichtkommunistischen Ländern, VIII.: Schwarzafrika. Bonn 1972, S. 112.
15. ↑  Peter Sebald: Völkerfreundschaft oder Auslandsinformation. Impressionen zum Wirken der Deutsch-Afrikanischen Gesellschaft. In: Ulrich van der Heyden/Ilona und Hans-Georg Schleicher (Hrsg.): Die DDR und Afrika. Zwischen Klassenkampf und neuem Denken. LIT, Münster 1993, S. 79–94, 84.
16. ↑  Die DDR und Afrika: Zwischen Klassenkampf und Neuem Denken. In: Ulrich van der Heyden, Ilona Schleicher, Hans-Georg Schleicher (Hrsg.): The International Journal of African Historical Studies. Band 28, Nr. 1, 1995, ISSN 0361-7882, S. 209, doi:10.2307/221339.
17. ↑  Alexander Troche: Ulbricht und die Dritte Welt, Ost-Berlins "Kampf" gegen die Bonner "Alleinvertretungsanmaßung". Palm und Enke, Erlangen und Jena 1996, ISBN 3-7896-0352-X.
18. ↑  https://www.d-s-v-m.de/fileadmin/user_upload/pdf/Schweden__die_Stasi_und_die_DDR.pdf